# Schattenkinder (Buch)
Schattenkinder (eng. Orig.: Among the Hidden) ist ein 1998 erschienener Roman der amerikanischen Autorin Margaret Peterson Haddix und handelt vom zwölfjährigen Luke, der ein sogenanntes Schattenkind ist. Der Roman spielt in einer fiktiven Gesellschaft, in der es seitens der Regierung den Frauen verboten ist, mehr als zwei Kinder zu bekommen. Überwacht wird dies von der sogenannten Bevölkerungspolizei.
Das Jugendbuch erschien erstmals im März 1998 im US-amerikanischen Verlag Simon & Schuster Children's Publishing. Beim Wettbewerb um die „Buchlieblinge 2006“ war Schattenkinder bei den 12- bis 14-Jährigen das beliebteste Buch.

## Handlung
Luke Garner ist der dritte Sohn einer Farmerfamilie und lebt in einer Gesellschaft, in der man pro Familie nur maximal zwei Kinder haben darf. Daher lebt er die ersten zwölf Jahre seines Lebens versteckt. Seine Familie lebt auf dem Land, nahe einem Wald. Als dieser jedoch gerodet wird, um Häuser für Regierungsmitglieder und sonstige finanziell gut gestellte Familien („Barone“) zu bauen, darf Luke aus Angst vor Entdeckung überhaupt nicht mehr nach draußen, nicht in den Hinterhof oder auch nur in die Nähe eines Fensters. Er muss ab diesem Zeitpunkt den ganzen Tag, wenn seine älteren Brüder Matthew und Mark und die Eltern (Edna und Harlan) außer Haus sind, auf dem Dachboden verbringen, nur damit er sich keinerlei Risiko aussetzt. Auch beim Essen darf er nicht gemeinsam mit der Familie am Tisch sitzen, sondern sitzt auf der Treppe, die vom Fenster aus nicht sichtbar ist.
Eines Tages beobachtet er wieder einmal heimlich durch eine Ventilatorenöffnung, die sich auf seinem Zimmer (dem Dachboden) befindet, wie alle Nachbarn, wie jeden Tag, spätestens um neun Uhr ihre Häuser verlassen. Er erspäht dabei kurz ein Mädchengesicht hinter einem Fenster des Nachbarhauses. Nach einiger Zeit wagt er es, sich vorsichtig in das Haus zu schleichen, da er vermutet, dass das Kind auch ein im Verborgenen lebendes Kind ist, zumal die Familie zumindest offiziell nur aus einem Ehepaar und zwei halbwüchsigen Jungen zu bestehen scheint. Dieses heimliche Eindringen in ein fremdes Haus und die Begegnung mit der selbstbewussten Jen Talbot verändert, was er zu diesem Zeitpunkt noch nicht weiß, sein komplettes Leben. Jen ist via Internet in Kontakt mit anderen Schattenkindern und organisiert eine Demonstration, zu der auch Luke mitkommen soll. Dieser hat jedoch zu große Angst davor, teilzunehmen, und weigert sich. Dies rettet ihm das Leben, da die Demonstration seitens der Bevölkerungspolizei zerschlagen wird und Jen dabei ihr Leben verliert.
Für Luke endet die ganze Angelegenheit vorläufig gut, da er unter Mithilfe von Jens Vater, einem hohen Regierungsbeamten, der als Doppelagent tätig ist, eine neue Identität erhält. Er bekommt die Papiere eines bei einem Skiunfall verunglückten Jungen, des älteren von zwei Söhnen einer „Baron“-Familie, und verlässt seine eigene Familie in eine hoffentlich bessere Zukunft.

## Kritikerstimmen
„Haddix liefert auch ein Lehrstück über all diejenigen, die andere ausgrenzen, ihnen das Recht auf Selbstbestimmung nehmen und nicht ahnen, wie tief sie verletzen. […] Ein sehr gut lesbares und gleichzeitig beklemmendes Buch über eine Gesellschaft, die ihre eigenen Kinder frisst.“

„Atemlos und beklommen liest man den packenden Roman zu Ende. Die weltweiten Bevölkerungsstatistiken sollte man danach lieber nicht so genau studieren.“

„Haddix liefert mehr als genug an Spannung, um ihre Leser so zu faszinieren, dass ihr Buch weitergereicht wird.“

„Ein packender und intelligenter Roman.“

## Ausgaben
- Schattenkinder, Band 1, dtv (August 2002), ISBN 3-423-70635-X

## Fortsetzungen
- Schattenkinder – Unter Verrätern, Band 2, dtv (April 2003), ISBN 3-423-70770-4
- Schattenkinder – Die Betrogenen, Band 3, dtv (Juli 2003), ISBN 3-423-70788-7
- Schattenkinder – In der Welt der Barone, Band 4, dtv (März 2005), ISBN 3-423-70907-3
- Schattenkinder – Im Zentrum der Macht, Band 5, dtv (Februar 2006), ISBN 3-423-70984-7
- Schattenkinder – Gefährliche Freiheit, Band 6, dtv (Dezember 2006), ISBN 3-423-71200-7